# Kreisgericht Alytus
Das  Kreisgericht der Rajongemeinde Alytus (lit. Alytaus rajono apylinkės teismas) ist ein Kreisgericht mit 14 Richtern in Litauen in der sechstgrößten Stadt der Republik. Das zuständige Territorium ist die Stadtgemeinde Alytus und die Rajongemeinde Alytus. Das Gericht der zweiten Instanz ist das Bezirksgericht Kaunas. 
Adresse: S. Dariaus ir S. Girėno g.  17, Alytus, LT-62503.

## Richter
- Gerichtspräsident Rimas Švirinas
- Stellvertretende Gerichtspräsident Jonas Malinauskas